# Giulio Bertelli
Giulio Bertelli (Milano, 5 maggio 1990) è un velista italiano.
Giulio Bertelli (Milano, 5 maggio 1990) è un velista italiano, noto per la sua partecipazione con il team Luna Rossa alla Coppa America e per il coinvolgimento in regate oceaniche internazionali come The Ocean Race.

## Carriera sportiva
Bertelli ha preso parte alla 34ª Coppa America (2013) con il team Luna Rossa, collaborando come membro del settore tecnico.  Ha successivamente gareggiato in regate oceaniche internazionali, partecipando all’Ocean Race Europe 2021 con il Team AkzoNobel e a tappe oceaniche con il Team Maserati.  Nel 2022 è entrato a far parte del Team Biotherm Racing nell’edizione 2022-2023 di The Ocean Race.